# Vụ đánh bom Kerman 2024
Vào ngày 3 tháng 1 năm 2024, trong buổi lễ kỷ niệm vụ ám sát Qasem Soleimani ở phía đông Kerman, Iran, đã bị gián đoạn bởi hai vụ nổ bom. Vụ nổ đã giết chết ít nhất 84 người và làm 284 người khác bị thương. Chính phủ Iran tuyên bố vụ đánh bom là một cuộc tấn công khủng bố, khiến nó trở thành sự cố nguy hiểm nhất trong nước kể từ năm 1978.